# 福井県道226号三国停車場桜谷線
福井県道226号三国停車場桜谷線（ふくいけんどう226ごう みくにていしゃじょうさくらだにせん）は、福井県坂井市内に終始する駅および一般県道と一般県道を結ぶ。

## 路線概要
坂井市西部の旧三国町域の主要駅三国駅と同市を東西に横断する福井県道101号三国金津線とを結ぶ路線である。三国駅は周囲には東尋坊など同市の主要な観光地があるため、それらへのアクセスの拠点として機能する地域の駅である。

### 路線データ
- 起点：福井県坂井市三国町北本町
- 終点：同市三国町三国東

## 道路状況
全線片側一車線の道幅を有する一般的な道路である。狭窄する区間も無く、また終点附近が坂井市の繁華街の一部である。

## 接続路線
- 福井県道119号三国停車場線（起点）
- 福井県道151号加戸三国線
- 国道305号
- 福井県道101号三国金津線（終点）

## 沿線周辺
- えちぜん鉄道三国芦原線 三国駅
- 東尋坊成田山
- 瀧谷寺